# Sông Angrapa
```
The 
Angrapa
 (
tiếng Nga
: 
Анграпа
 
tiếng Nga
: 
Анграпа
, 
tiếng Ba Lan
: 
Węgorapa
, 
tiếng Đức
: 
Angerapp
, Tiếng 
tiếng Litva
: 
Angrapė
) là một con sông ở phía đông bắc 
Ba Lan
 và tỉnh 
Kaliningrad
 của 
Nga
. Bắt nguồn từ hồ Mamry, nó gia nhập Instruch dài 101
 
km tại một điểm gần 
Chernyakhovsk
 - được đánh giá khác nhau là nằm 140,
[
1
]
 169,
[
2
]
 hoặc 172
 
km 
[
3
]
 từ nguồn của nó - để tạo thành Pregolya. Các nhánh lớn nhất của nó là Gołdapa dài 89
 
km, tham gia ngay trước biên giới và Pissa (98
 
km).
```

Tên Angrapa có nguồn gốc từ các từ tiếng Phổ cổ anguris (lươn) và apis (sông). Các thị trấn Węgorzewo (German Angerburg), Ozyorsk (Darkehmen) và Chernyakhovsk (Insterburg) cũng như làng Mayakovskoye (Nemmersdorf), nằm trên Angrapa.